# 鳗鲤湖
鳗鲤湖是一个位于中国江苏省昆山市的淡水湖，面积约为1.1平方千米，属于长江区。它的一级流域为长江流域，二级流域为长江干流水系。